# Supply-Chain-Controlling
Das Supply Chain Controlling (SCC) ist ein Teil des Supply-Chain-Managements und umfasst die Planung, Kontrolle, Steuerung und Informationsversorgung von logistischen und produzierenden Prozessen entlang der gesamten Wertschöpfungskette, mit dem Ziel  diese zu optimieren. Somit stellt SCC innerhalb der Supply Chain eine auf die Führungsunterstützung ausgerichtete Ausprägung des Controllings dar.

## Grundlagen
Das Supply-Chain-Management (SCM) hat vor dem Hintergrund komplexer werdender Wertschöpfungsketten in den letzten Jahren eine große Relevanz in Wissenschaft und Praxis erlangt und muss umfangreiche betriebswirtschaftliche Steuerungsaufgaben wahrnehmen. Dieser Bereich wird unter dem Begriff des Supply Chain Controlling zusammengefasst. Dabei ist die bloße Übertragung bestehender Controllingkonzeptionen auf das SCM nicht ausreichend, da diese zumeist unternehmensintern ausgerichtet sind. Es ist folglich eine Erweiterung bzw. Anpassung auf die Erfordernisse einer unternehmensübergreifenden Steuerung vorzunehmen. Neben vergangenheitsorientierten und finanziellen Kennzahlen müssen auch zukunftsbezogene Messgrößen abgebildet werden. Hierzu existieren in der Literatur unterschiedliche Ansätze.

## Definition
Nach wie vor existiert keine einheitliche Definition des Begriffs Supply Chain Controlling, da sowohl bzgl. des Supply Chain Managements als auch des Controllings heterogene Auffassungen bestehen. Insbesondere zum Controlling existieren eine Vielzahl von unterschiedlichen Konzeptionen. Diese Heterogenität wird an das Supply Chain Controlling „weitergegeben“, sodass unterschiedliche Auffassungen zum Begriff bestehen. Viele Veröffentlichungen zu diesem Thema enthalten daher keine explizite Definition. Nach Westhaus sind die vielfältigen Definitionsansätze grundsätzlich vier Definitionstypen zuzuordnen:
| Typ | Definitiontypen nach Westhaus |
| --- | --- |
| 1   | Supply Chain Controlling stellt eine unternehmensübergreifende Führungsunterstützungsfunktion dar. Es hat die Aufgabe, alle Partner kettenweit mit Informationen zu versorgen, um die logistischen Prozesse zwischen den Wertschöpfungspartnern sicherzustellen. |
| 2   | Supply Chain Controlling stellt eine auf die Führungsunterstützung in der Supply Chain ausgerichtete Ausprägung des Controllings dar. Die Führungsunterstützung erstreckt sich auf die im Vorfeld zu treffenden Integrationsentscheidungen [Auswahl von Partnern, Prozessen und Managementkomponenten] sowie auf die konzeptionelle Gestaltung und Koordination des Informations- sowie Planungs- und Kontrollsystems für die Zwecke der Logistik. |
| 3   | Supply Chain Controlling umfasst die systembildende und systemkoppelnde Planung und Kontrolle sowie Informationsversorgung der gesamten Material-, Informations-, Finanz- und Dienstleistungseinflüsse innerhalb einer Kette von Unternehmen, die zur Entwicklung, Erstellung und Verwertung von Sachgütern und/oder Dienstleistungen kooperieren und unterstützt so die ergebniszielorientierte Adaption und Koordination des Gesamtsystems.      |
| 4   | Supply Chain Controlling sichert Rationalität und Reflexion bei der Gestaltung und Optimierung der Supply Chain. Dazu ist ein Führungssystem zu schaffen, welches mit Hilfe der systembildenden und systemkoppelnden Koordination des Supply Chain Controlling unterstützt wird. Hierdurch sollen alle unternehmensübergreifenden Prozesse zwischen den Wertschöpfungspartnern sichergestellt werden.                                              |

Der erste Ansatz stellt die unternehmensübergreifende Informationsversorgung in den Mittelpunkt, um das Funktionieren der logistischen Prozesse zwischen den Partnern zu gewährleisten. Zentrale Aspekte unterschiedlicher Controllingkonzeptionen wie die Rationalitätssicherung oder die Koordinationsfunktion werden nicht berücksichtigt.
Die zweite Definition orientiert sich an den Anforderungen von Stölzle an das Supply Chain Controlling. Man unterscheidet dabei zwischen einer strategischen (Integrationsentscheidungen und konzeptionelle Ausgestaltung) und einer operativen Ebene (Koordination der PKI-Systeme). Hierbei wird somit der koordinationsorientierte Ansatz des Controllings abgebildet.
Im dritten Typ wird die Planung, Kontrolle und Informationsversorgung (PKI) der verschiedenen Austauschprozesse bzw. „Flüsse“ innerhalb der Wertschöpfungskette hervorgehoben. Es wird somit ebenfalls ein koordinationsorientierter Ansatz vertreten. Im Gegensatz zum vorherigen Typ wird der Aspekt der Führungsunterstützung nicht differenziert betrachtet.
Die vierte Definition greift auf Controllingansätze zurück, die die Rationalitätssicherung und Entscheidungsreflexion als Aufgabe bzw. Ziel definieren. Auch die Koordinationsaufgabe des Controllings wird abgebildet.
In einer von Westhaus im Frühjahr bzw. Sommer 2004 unter 25 Wissenschaftlern durchgeführten Delphi-Studie erhielt der zweite Definitionstyp mit 79 % die höchste Zustimmungsquote. Demnach wird folgende Definition als Grundlage für die weiteren Ausführungen herangezogen:
„Supply Chain Controlling stellt eine auf die Führungsunterstützung in der Supply Chain ausgerichtete Ausprägung des Controllings dar. Die Führungsunterstützung erstreckt sich auf die im Vorfeld zu treffenden Integrationsentscheidungen [Auswahl von Partnern, Prozessen und Managementkomponenten] sowie auf die konzeptionelle Gestaltung und Koordination des Informations- sowie Planungs- und Kontrollsystems für die Zwecke der Logistik.“

## Anforderungen
Herausforderungen innerhalb einer Supply Chain bestehen unter anderem darin, die zusammenwirkenden Unternehmen innerhalb der Lieferkette zu unterstützen sowie den erfolgreichen Fortbestand von solchen Kooperationen für die Zukunft zu sichern. Auch in Bezug auf ein erfolgreiches SCC muss der Fokus auf eine gemeinsame Ausgestaltung von Instrumenten und Zielen gelegt werden. Dazu ist ein geschlossenes Prozessverständnis innerhalb der beteiligten Unternehmen unabdingbar. Auf dieser Basis lassen sich bspw. einheitliche Kennzahlen über die gesamte Lieferkette definieren. Weiterhin ist ein intensiver Informationsaustausch (auch sensibler Daten) innerhalb einer Supply Chain Voraussetzung um vorhandene Optimierungspotenziale nutzen bzw. die Steuerung einer Lieferkette gewährleisten zu können. Dazu werden die jeweiligen unternehmensinternen Informationssysteme aufeinander abgestimmt. Gerade die hohe Komplexität der Prozesse innerhalb einer Supply Chain erfordert zusätzlich unterstützende Instrumente, die eine fortwährende Steuerung der gesamten Lieferkette ermöglichen. Das Anforderungsfeld an das SCC geht damit deutlich über die reine Bereitstellung von Kennzahlen hinaus, auch wenn diese Funktion als eine der elementaren Aufgaben bezeichnet werden kann.

## Aufgaben und Funktionen
Grundsätzlich können die Aufgaben und Funktionen des klassischen Controllings auf das SCC übertragen werden, ergänzt werden müssen diese jedoch um eine unternehmensübergreifende Betrachtungsweise. Weiterhin lassen sich die mehrheitlich vergangenheitsorientierten Aspekte des traditionellen Controllings nicht uneingeschränkt anwenden. Angesichts der strategischen Relevanz von Supply Chain Management muss der zukunftsbezogene Steuerungsbedarf Berücksichtigung finden. Aufgrund der Komplexität einer kompletten Wertschöpfungskette muss innerhalb des SCC ein besonderer Fokus auf das Management der Schnittstellen gelegt werden. Aufgrund unterschiedlicher Auffassungen von Supply Chain Management und klassischen Controlling-Richtungen, können verschiedene Aufgaben und Funktionen auf das SCC reflektiert werden. Grundsätzlich lassen sich folgende Funktionen des SCC identifizieren:
- Planungsfunktion
- Kontroll- und Steuerungsfunktion
- Informationsversorgungsfunktion
- Koordinationsfunktion
- Rationalitätssicherungs- und Reflexionsfunktion

Aus den oben genannten Funktionen lassen sich je nach Ausgestaltung unterschiedliche Ziele für das SCC ableiten.

## Ziele
Aufgrund unterschiedlicher Controlling Richtungen, können auf Basis der gewählten SCC-Konzeption verschiedene Zielsetzungen verfolgt werden. Die spezifischen Aufgaben und Funktionen eines individuellen SCC und die damit verfolgten Zielvorstellungen beeinflussen sich dabei wechselseitig. Die spezifische Herausforderung besteht auch hier in dem unternehmensübergreifenden Charakter. Teilweise völlig unabhängige Unternehmen müssen sich auf eine gemeinsame Strategie hinsichtlich des SCM einigen und schließlich einheitliche Ziele definieren. Auf dieser Basis können dann auch die Ziele des SCC abgeleitet werden.
Grundsätzlich können dabei direkte und indirekte Ziele unterschieden werden.

### Direkte Ziele
Direkte Ziele beziehen sich unmittelbar auf die Unterstützung des SCM und des Controllings. Darunter fallen bspw. die Sicherstellung logistischer Prozesse zwischen den einzelnen Akteuren einer Supply Chain oder etwa die Einführung eines gemeinsamen Kennzahlensystems zur Überprüfung von Durchlaufzeiten.

### Indirekte Ziele
Indirekt können mit dem SCC unternehmensweite (oder sogar –übergreifende), allgemeiner gehaltene Ziele verfolgt werden. Beispiele wären Wettbewerbsfähigkeit, Ausbau von Kooperationen, Wachstum, Markterschließung oder auch stärkere Kundenorientierung (z. B. Lieferzeiten senken).

## Instrumente
Das Controlling von Supply Chains bedient sich regelmäßig einer Reihe von traditionellen Controlling-Instrumenten und nimmt für diese Modifikationen zur verbesserten Erfüllung der spezifischen Ziele im unternehmensübergreifenden Kontext vor. Die Instrumente des Supply Chain Controllings können grundsätzlich – je nach Zielsetzung – in zwei Arten unterschieden werden:
Um einheitliche Prozesse innerhalb der Supply Chain zu schaffen, stehen Instrumente wie die Supply Chain Map oder das SCOR-Modell zur Verfügung.  Ist diese Grundlage einer Supply Chain gewährleistet, können weitere vertiefende Instrumente zur operativen und strategischen Steuerung eingesetzt werden, welche in den nachfolgenden Abschnitten beschrieben werden. Verglichen mit herkömmlichen Controlling-Instrumenten steht dabei eine stärkere Berücksichtigung von soft-facts im Vordergrund. Der häufig diskutierte Ansatz von Weber schlägt eine kombinierte Nutzung von vier ausgewählten Instrumenten im Rahmen des SCC vor:
- Beziehungscontrolling
- Übergreifende Prozesskostenrechnung
- Selektive Kennzahlen
- Supply-Chain Scorecard

### Beziehungscontrolling
Wesentlicher Bestandteil des Controlling-Prozesses ist die Steuerung beziehungsrelevanter Faktoren sowie die Identifizierung von Verbesserungspotenzialen der Partnerschaft.  Hierzu bietet sich ein unternehmensübergreifender Controlling-Zyklus an, welcher ausgehend von einer gemeinsamen Strategie im Rahmen der Planung Aktivitäten und Ziele definiert. Controllingtypische Soll-Ist-Vergleiche zeigen den Erfolg der Supply Chain an. Werden signifikante Abweichungen gegenüber den Planungswerten identifiziert, so sind Abweichungsanalysen durchzuführen.
Ebenfalls Teil des Beziehungscontrollings und Voraussetzung für eine erfolgreiche Supply Chain ist gegenseitiges Vertrauen, welches beispielsweise durch regelmäßige in Auftrag gegebene Befragungen gemessen werden kann. Wird hierbei ein niedriges Ausmaß an gegenseitigem Vertrauen festgestellt, sind die Gründe dafür ausfindig zu machen. Sowohl individuelle als auch strukturelle Ursachen sind in einem kooperativen Problemlösungsprozess zu behandeln.
Das Beanspruchungs- und Belastbarkeitsportfolio als geeignetes Instrument für das Beziehungscontrolling erlaubt die Analyse von Stärken und Schwächen einer Supply Chain, indem Belastbarkeit und tatsächliche Beanspruchung in einem Scoringverfahren gegenübergestellt werden.  Während der Faktor Beanspruchung – welcher bspw. das Ausmaß der Umweltdynamik, die Komplexität von Produkten / Prozessen sowie Machtdifferenzen zwischen den Unternehmen beinhaltet – nicht unmittelbar von den Akteuren gesteuert werden kann, kann die Belastbarkeit, gemessen am Material-, Informationsfluss und am Vertrauensniveau, aktiv durch die Partner gestaltet werden.  Im Anschluss an die Bewertung erfolgt die Veranschaulichung in einem Portfolio, woraus sich unmittelbar Normstrategien ableiten lassen.
Im Rahmen des Beziehungscontrollings erscheint es zudem sinnvoll, die Eigenschaften der Supply Chain Partner und die eigene Abhängigkeit vier Beziehungsgrundtypen zuzuordnen.  Von einer kompetitiven Beziehung ist die Rede, wenn der Partner eine geringe Verhandlungsmacht aufweist und keine Abhängigkeiten vorliegen. Bei Partners vergleichbarer Größe und gewissen strategischen Verflechtungen liegt ein kooperatives Verhältnis vor, während man von einer gefangenen Beziehung spricht, sofern ein Unternehmen aufgrund einer geringen Zahl von Alternativen vom verhandlungsmächtigeren Partner abhängig ist. Ein umgekehrtes Beziehungsgefüge beschreibt das weisungsgebundene Verhältnis, welches vermehrt bei kleinen und mittelgroßen Unternehmen besteht.

### Übergreifende Prozesskostenrechnung
Die Prozesskostenrechnung (PKR) hat sich durch eine beanspruchungsgerechte Gemeinkostenverrechnung als geeignetes Modellierungsverfahren etabliert, welches im Vergleich zu herkömmlichen Kostenrechnungssystemen eine exaktere Kostenverrechnung ermöglicht, jedoch mit hohem Aufwand verbunden ist. Insgesamt ist der Implementierungsgrad sowohl bei deutschen als auch amerikanischen Unternehmen als gering einzuschätzen. Daher wird in der Praxis in den meisten Supply Chains ein mehrstufiger Entwicklungsprozess bis hin zu einer komplett ausgebauten PKR nötig, um in vollem Umfang von den Vorteilen der übergreifenden Methodik zu profitieren.  Grundlage hierfür sind einheitlich definierte und abgegrenzte Kosten- und Leistungsdaten. Aufgrund der Einbindung etlicher Unternehmen in mehreren Supply Chains, empfiehlt der VDA eine möglichst branchenübergreifende Standardisierung.  Nicht zu unterschätzen ist darüber hinaus die Kompatibilität von eingesetzten IT-Systemen für den Datentransfer innerhalb der Supply Chain, um manuelle Eingaben auf ein Mindestmaß zu begrenzen und eine schnelle Verfügbarkeit zu gewährleisten. Je nach Umsetzungsstand resultieren aus der übergreifenden PKR wertvolle Chancen für das Controlling:
- Aggregation zu Kosten- und Leistungsdaten der gesamten Supply Chain (Bestimmung der Gesamteffizienz)
- Detaillierte Kostenanalysen für Entscheidungen
- Prozess-Benchmarking zwischen den Supply Chain Partnern
- Regelung der Gewinnaufteilung durch Kosteneinsparungen
- Realisierung von angestrebten Zielkosten für Produkte (Vgl. Target Costing)

### Selektive Kennzahlen
Die große Bedeutung von Kennzahlen für das Unternehmenscontrolling ist bereits vielfach belegt. Für eine sinnvolle Anwendung im Rahmen einer Supply Chain ist bei der Bildung von Kennzahlen zwischen drei Ebenen zu differenzieren:  Zur Supply Chain Ebene werden Kennzahlen, welche die komplette Wertschöpfungskette beschreiben, gezählt. Die relationale Ebene umfasst Kennzahlen der Beziehung von zwei Partnern der Supply Chain, während auf Unternehmensebene solche Kennzahlen zusammengezählt werden, die sich auf ein einzelnes Unternehmen beziehen. Ausgewählte Kennzahlen für das SCC werden in der nebenstehenden Abbildung dargestellt, wobei die Unterscheidung zwischen operativen und strategischen Kennzahlen keineswegs trennscharf ist und je nach Zeithorizont vorgenommen werden sollte.

### Supply Chain Balanced-Scorecard (SC-BSC)
Das Grundmodell der Balanced Scorecard wurde von Kaplan und Norton Anfang der 1990er als System monetärer und nicht-monetärer Kennzahlen entwickelt. Durch Modifikationen des Inhalts und der Struktur des traditionellen Kennzahlensystems können über die ursprüngliche Nutzungsweise hinausgehend unternehmensübergreifende Erfolgspotenziale zur Optimierung von Prozessen der Wertschöpfungskette berücksichtigt werden.
Üblicherweise besteht die SC-BSC aus vier generischen Perspektiven, welche die Ziele und Messgrößen ausgewogen abbilden. Dabei können sich die gewählten Perspektiven je nach Ansatz und Unternehmen unterscheiden, auch die Nutzung von konkretisierenden Sub-Scorecards ist in der Praxis möglich. Ausgehend von einer gemeinsamen Strategie werden in der SC-BSC zumeist einheitlich definierte unternehmensübergreifende Kennzahlen verwendet. Über die genaue Ausgestaltung der SC-BSC besteht nach wie vor Uneinigkeit, für eine Darstellung möglicher Gestaltungsansätze sei auf den Übersichtsartikel von Siepermann/Vockeroth (2008) verwiesen.
Weber schlägt mit der Fokussierung auf Supply Chains folgende Perspektiven vor:  Finanzen, Prozesse, Kooperationsqualität und Kooperationsintensität.
Die Kennzahlen der finanziellen Perspektive bilden das Ende einer Ursache-Wirkungsbeziehung, welche sich aus der Verknüpfung mit den anderen Perspektiven ergibt und stellen Auswirkungen auf die Rentabilitäts- und Vermögenslage des Unternehmens dar. Dabei beziehen sich die verwendeten Kennzahlen, wie bspw. Frachtkosten oder Supply Chain Kosten, sowohl auf interne Messgrößen als auch auf netzwerkspezifische Inhalte. Innerhalb der Prozessperspektive gilt es, die bedeutungsvollsten Prozesse darzustellen. Bei Betrachtung der kompletten Supply Chain ist festzustellen, inwiefern eine übergreifende Flussorientierung vorliegt. Ein maßgebliches Ziel der Prozessperspektive kann zum Beispiel die Verringerung der Gesamtdurchlaufzeit durch die Supply Chain sein. „Harte“ Faktoren, wie die Qualität und Quantität des Datenaustauschs oder der Abstimmung werden in der Perspektive Kooperationsintensität berücksichtigt. Genauso wie in der Perspektive Kooperationsqualität, welche vorrangig aus „weichen“ Faktoren besteht, soll der Erfolg der Kooperation innerhalb einer Supply Chain gemessen werden. In dem von Weber vorgeschlagenen Ansatz wird die Aufnahme von Indizes zu den Themengebieten Kundenzufriedenheit, Vertrauen und Konflikte in die vierte Perspektive (Kooperationsqualität) empfohlen.